# Morten Behrens
Morten Jens Behrens (* 1. April 1997 in Bad Segeberg) ist ein deutscher Fußballtorwart. Er steht bei Preußen Münster unter Vertrag.

## Karriere

### Anfänge in Lübeck und Hamburg
Behrens wurde in Bad Segeberg geboren und wuchs in Westerrade auf. Dort begann er im Alter von 6 Jahren beim örtlichen Verein, dem SV Westerrade, mit dem Fußballspielen, ehe er 2009 in die Jugend des VfB Lübeck wechselte. In seiner Jugend spielte der Torwart auch als Feldspieler. Nachdem Behrens 2013 den mittleren Schulabschluss erreicht hatte, wechselte er in das Nachwuchsleistungszentrum des Hamburger SV. In der Saison 2013/14 absolvierte er für die B1-Junioren (U17) 21 Spiele in der B-Junioren-Bundesliga Nord/Nordost. Nachdem er in der Saison 2014/15 bei den A-Junioren (U19) Ersatztorhüter hinter dem ein Jahr älteren Johannes Kreidl gewesen und zu 9 Einsätzen in der A-Junioren-Bundesliga Nord/Nordost gekommen war, war er in der Saison 2015/16 mit 19 Einsätzen wieder Stammtorhüter. Er absolvierte gegen Saisonende zudem für die zweite Mannschaft in der viertklassigen Regionalliga Nord seine ersten Einsätze im Herrenbereich.
Nach dem Durchlaufen der Junioren schaffte Behrens zur Saison 2016/17 nicht den Sprung in die Profimannschaft, die in der Bundesliga spielte, sondern wurde in den Kader der zweiten Mannschaft integriert. In seiner ersten vollständigen Saison bei den Herren kam er in einer Rotation mit dem dritten Torwart der Profis, Tom Mickel, in 12 Spielen zum Einsatz. In der Saison 2017/18 war Behrens alleiniger Stammtorhüter und kam unter dem Cheftrainer Christian Titz, der im März 2018 die Profimannschaft übernahm, auf 27 Einsätze und wurde mit seiner Mannschaft Vizemeister, nachdem man nach der Hinserie die Herbstmeisterschaft errungen hatte.
Nach dem Abstieg der Profimannschaft in die 2. Bundesliga unterschrieb Behrens zur Saison 2018/19 seinen ersten Profivertrag mit einer Laufzeit bis zum 30. Juni 2020 und rückte als dritter Torhüter hinter Julian Pollersbeck und Tom Mickel in den Profikader auf. Parallel stand er weiterhin im Kader der zweiten Mannschaft. Behrens kam auf 21 Regionalliga-Einsätze. Zudem stand er unter Titz’ Nachfolger Hannes Wolf bei 3 Zweitligaspielen im Spieltagskader, als Pollersbeck fehlte und Mickel in der Startelf stand.

### 1. FC Magdeburg
Zur Saison 2019/20 wechselte Behrens zum Drittligisten 1. FC Magdeburg. Er erhielt beim Absteiger einen Vertrag mit einer Laufzeit bis zum 30. Juni 2021. Nachdem Behrens an den ersten vier Spieltagen der Ersatz für Alexander Brunst gewesen war, debütierte er in der 1. Hauptrunde des DFB-Pokals bei der 0:1-Niederlage nach Verlängerung gegen den Erstligisten SC Freiburg für den 1. FC Magdeburg. Nach weiteren drei Ligaspielen auf der Ersatzbank debütierte Behrens am 8. Spieltag beim 1:1-Unentschieden gegen den MSV Duisburg in der 3. Liga, da sich Brunst einer Appendektomie unterziehen musste. Nach Brunsts Rückkehr wurde Behrens von Cheftrainer Stefan Krämer zum neuen Stammtorhüter erklärt und blieb dies auch unter Krämers Nachfolgern Claus-Dieter Wollitz und Thomas Hoßmang. Insgesamt kam Behrens in dieser Spielzeit, in der die Magdeburger knapp den Klassenerhalt erreichten, zu 29 Drittligaeinsätzen.
Auch in der Saison 2020/21 war Behrens Stammtorhüter. Brunst verließ den Verein hingegen vor der Saison. Im Februar 2021 übernahm Christian Titz, unter dem er bereits beim HSV gespielt hatte, die abstiegsbedrohte Mannschaft. Nachdem die Mannschaft am 35. Spieltag den Klassenerhalt erreicht hatte, gab der 24-Jährige bekannt, seinen zum Saisonende auslaufenden Vertrag nicht zu verlängern, um in die 2. Bundesliga zu wechseln. Behrens absolvierte alle 38 Ligaspiele und schloss die Saison mit seiner Mannschaft auf dem 11. Platz ab.

### Zwischen Darmstadt und Mannheim
Zur Saison 2021/22 wechselte Behrens zum SV Darmstadt 98, bei dem er einen Vertrag bis zum 30. Juni 2024 unterschrieb. Bei den Lilien traf er auf den Stammtorhüter Marcel Schuhen und den weiteren Neuzugang Steve Kroll, der in der Vorsaison Ersatztorwart bei der SpVgg Unterhaching in der 3. Liga gewesen war. Vor dem 1. Spieltag mussten 8 Spieler des SV Darmstadt 98, darunter Schuhen, in Quarantäne. Behrens erhielt daraufhin vom Cheftrainer Torsten Lieberknecht den Vorzug vor Kroll und gab somit sein Zweitligadebüt. Nach einem weiteren Spiel verdrängte ihn jedoch der zurückgekehrte Schuhen auf die Bank. Behrens war fortan die „Nummer 2“ und kam zu weiteren 2 Einsätzen, als er am 29. Spieltag für den verletzten Schuhen eingewechselt wurde und diesen am 30. Spieltag vertrat. Mit seiner Mannschaft schloss der Torhüter die Saison auf dem 4. Platz ab und verpasste damit knapp die Aufstiegsränge.
Für die Saison 2022/23 wurde der 25-Jährige an den Drittligisten SV Waldhof Mannheim ausgeliehen. Dort ersetzte er unter dem neuen Cheftrainer Christian Neidhart den Stammtorhüter Timo Königsmann, der den Verein verlassen hatte. Bis zur Winterpause kam Behrens in allen 17 Ligaspielen zum Einsatz. Anschließend verlor er seinen Stammplatz jedoch an Jan-Christoph Bartels. Daraufhin folgte nur noch ein Einsatz am letzten Spieltag.
Zur Saison 2023/24 kehrte Behrens zum SV Darmstadt 98 zurück, der während seiner Abwesenheit in die Bundesliga aufgestiegen war. Dort war er nun hinter Schuhen und Alexander Brunst, mit dem er bereits in Magdeburg zusammengespielt hatte, die „Nummer 3“. Behrens saß bei 12 Bundesligaspielen ohne Einsatz auf der Bank. Am Saisonende stiegen die Darmstädter als Tabellenletzter wieder in die 2. Bundesliga ab. Anschließend verließ er den Verein mit seinem Vertragsende.

### Preußen Münster
Nach seinem Vertragsende in Darmstadt schloss sich Behrens zur Saison 2024/25 dem Zweitligisten Preußen Münster an. Dort ist er unter Sascha Hildmann hinter Johannes Schenk und vor dem weiteren Neuzugang Marian Kirsch die „Nummer 2“.

## Privates
Neben seiner Karriere als Fußballprofi absolviert er seit seiner Zeit bei der zweiten Mannschaft des Hamburger SV ein Online-Studium der Betriebswirtschaftslehre.